# Megaselia basicrinalis
Megaselia basicrinalis är en tvåvingeart som beskrevs av Schmitz 1953. Megaselia basicrinalis ingår i släktet Megaselia och familjen puckelflugor. Arten är reproducerande i Sverige. Inga underarter finns listade i Catalogue of Life.